# 菽庄花园
菽庄花园位于中国福建省厦门市鼓浪屿，是全国重点文物保护单位鼓浪屿近代建筑群的子项目之一。
菽庄花园位于日光岩东侧、港仔后海滨，由林尔嘉（字菽庄）仿造在台北的板桥别墅而建，工期达十余年。全园分为“补山”、“藏海”两大主题，前者处于陆上，以曲径通幽、石阶盘回与山林形胜相得益彰，后者取“入门见海，藏万顷碧波于一亭一窗中”的意象，是鼓浪屿重要的旅游名胜区。